# David Ruíz
David Ruíz, pseudonimo di David Antonio Ochoa Posas (Miami, 8 febbraio 2004), è un calciatore honduregno, centrocampista dell'Inter Miami e della nazionale honduregna.

## Carriera

### Club
Nato a Miami, a cinque anni è tornato in Honduras con la famiglia, per poi far ritorno negli Stati Uniti tre anni dopo. Ha iniziato a giocare a calcio con il Miami United Stars, e nel 2021 è entrato a far parte dell'Academy dell'Inter Miami.
Nel 2021 ha iniziato a giocare con il Fort Lauderdale in USL League One, club franchigia del club rosanero ribattezzato nel 2022 in Inter Miami II. Il 24 marzo 2023 è stato prestato alla prima squadra ed ha debuttato in Major League Soccer il giorno successivo nell'incontro perso 3-2 contro il Chicago Fire. Il 21 aprile è stato nuovamente prestato per l'incontro di MLS contro lo Houston Dynamo e sette giorni dopo ha firmato il suo primo contratto professionistico con la prima squadra del club di Miami.
Ha segnato il suo primo gol il 13 maggio contro il N.E. Revolution.

### Nazionale
Nel 2023 è stato convocato dall'Honduras Under-20 per disputare il Mondiale Under-20. Nell'agosto dello stesso anno è stato convocato anche in Nazionale maggiore, con cui ha debuttato il 13 settembre nell'incontro di CONCACAF Nations League vinto 3-0 contro Grenada. Il 9 giugno 2024, alla prima partita giocata da titolare, realizza la sua prima rete per la massima selezione honduregna nel successo per 1-6 in casa di Bermuda.

## Statistiche

### Presenze e reti nei club
Statistiche aggiornate al 14 marzo 2025.
| Stagione              | Squadra               | Campionato            | Campionato | Campionato | Coppe nazionali | Coppe nazionali | Coppe nazionali | Coppe continentali | Coppe continentali | Coppe continentali | Altre coppe | Altre coppe | Altre coppe | Totale | Totale | Totale |
| Stagione              | Squadra               | Comp                  | Pres       | Reti       | Comp            | Pres            | Reti            | Comp               | Pres               | Reti               | Comp        | Pres        | Reti        | Pres   | Reti   |        |
| --------------------- | --------------------- | --------------------- | ---------- | ---------- | --------------- | --------------- | --------------- | ------------------ | ------------------ | ------------------ | ----------- | ----------- | ----------- | ------ | ------ | ------ |
| 2022                  | Inter Miami II        | MNP                   | 16         | 0          | -               | -               | -               | -                  | -                  | -                  | -           | -           | -           | 16     | 0      |        |
| 2023                  | Inter Miami II        | MNP                   | 3          | 0          | -               | -               | -               | -                  | -                  | -                  | -           | -           | -           | 3      | 0      |        |
| 2024                  | Inter Miami II        | MNP                   | 2          | 0          | -               | -               | -               | -                  | -                  | -                  | -           | -           | -           | 2      | 0      |        |
| Totale Inter Miami II | Totale Inter Miami II | Totale Inter Miami II | 21         | 0          |                 | -               | -               |                    | -                  | -                  |             | -           | -           | 21     | 0      |        |
| 2023                  | Inter Miami           | MLS                   | 20         | 2          | USOC            | 4               | 0               | -                  | -                  | -                  | LC          | 6           | 1           | 30     | 3      |        |
| 2024                  | Inter Miami           | MLS                   | 28         | 1          | -               | -               | -               | CCL                | 3                  | 0                  | LC          | 3           | 0           | 34     | 1      |        |
| 2025                  | Inter Miami           | MLS                   | 3          | 0          | -               | -               | -               | CCC                | 3                  | 0                  | LC+Cmc      | -           | -           | 6      | 0      |        |
| Totale Inter Miami    | Totale Inter Miami    | Totale Inter Miami    | 51         | 3          |                 | 4               | 0               |                    | 6                  | 0                  |             | 9           | 1           | 70     | 4      |        |
| Totale carriera       | Totale carriera       | Totale carriera       | 72         | 3          |                 | 4               | 0               |                    | 6                  | 0                  |             | 9           | 1           | 91     | 4      |        |

### Cronologia presenze e reti in nazionale
| Cronologia completa delle presenze e delle reti in nazionale ― Honduras | Cronologia completa delle presenze e delle reti in nazionale ― Honduras | Cronologia completa delle presenze e delle reti in nazionale ― Honduras | Cronologia completa delle presenze e delle reti in nazionale ― Honduras | Cronologia completa delle presenze e delle reti in nazionale ― Honduras | Cronologia completa delle presenze e delle reti in nazionale ― Honduras | Cronologia completa delle presenze e delle reti in nazionale ― Honduras | Cronologia completa delle presenze e delle reti in nazionale ― Honduras |
| Data                                                                    | Città                                                                   | In casa                                                                 | Risultato                                                               | Ospiti                                                                  | Competizione                                                            | Reti                                                                    | Note                                                                    |
| ----------------------------------------------------------------------- | ----------------------------------------------------------------------- | ----------------------------------------------------------------------- | ----------------------------------------------------------------------- | ----------------------------------------------------------------------- | ----------------------------------------------------------------------- | ----------------------------------------------------------------------- | ----------------------------------------------------------------------- |
| 13-9-2023                                                               | Tegucigalpa                                                             | Honduras                                                                | 3 – 0                                                                   | Grenada                                                                 | CONCACAF Nations League 2023-2024 - 1º turno                            | -                                                                       | 71’                                                                     |
| 23-3-2024                                                               | Frisco                                                                  | Costa Rica                                                              | 3 – 1                                                                   | Honduras                                                                | CONCACAF Nations League 2023-2024 - Play-off                            | -                                                                       | 65’                                                                     |
| 26-3-2024                                                               | Houston                                                                 | El Salvador                                                             | 1 – 1                                                                   | Honduras                                                                | Amichevole                                                              | -                                                                       | 81’                                                                     |
| 6-6-2024                                                                | Tegucigalpa                                                             | Honduras                                                                | 3 – 1                                                                   | Cuba                                                                    | Qual. Mondiali 2026                                                     | -                                                                       | 70’                                                                     |
| 9-6-2024                                                                | Devonshire                                                              | Bermuda                                                                 | 1 – 6                                                                   | Honduras                                                                | Qual. Mondiali 2026                                                     | 1                                                                       |                                                                         |
| 6-9-2024                                                                | Tegucigalpa                                                             | Honduras                                                                | 4 – 0                                                                   | Trinidad e Tobago                                                       | CONCACAF Nations League 2024-2025 - 1º turno                            | 1                                                                       | 67’                                                                     |
| 10-9-2024                                                               | Tegucigalpa                                                             | Honduras                                                                | 1 – 2                                                                   | Giamaica                                                                | CONCACAF Nations League 2024-2025 - 1º turno                            | 1                                                                       | 84’                                                                     |
| Totale                                                                  |                                                                         | Presenze                                                                | 7                                                                       |                                                                         | Reti                                                                    | 3                                                                       |                                                                         |

## Palmarès

### Club

#### Competizioni nazionali
- MLS Supporters' Shield: 1

Inter Miami: 2024

#### Competizioni internazionali
- Leagues Cup: 1

Inter Miami: 2023